# Volkswagen de México

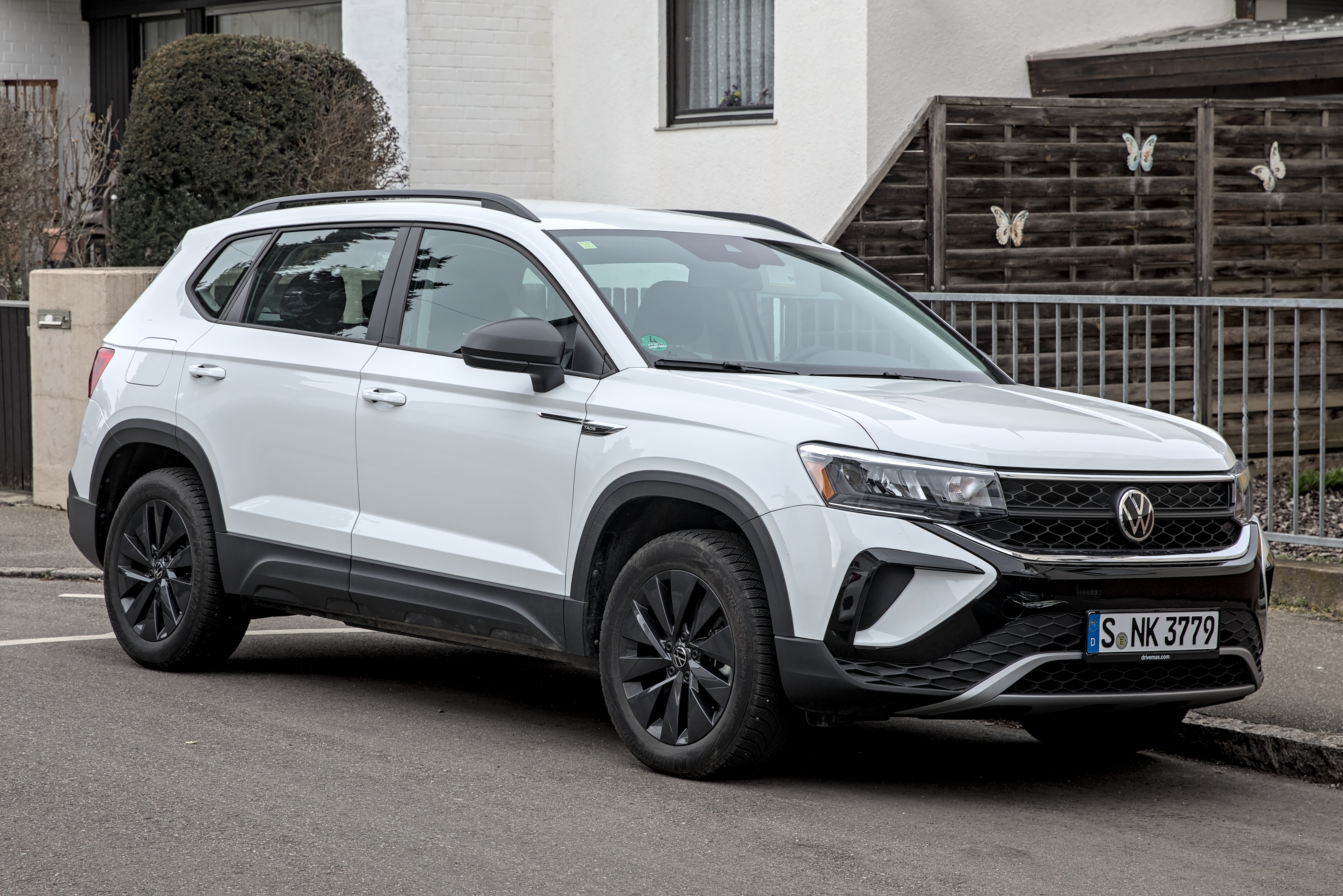
VW Taos

Die Volkswagen de México S.A. de C.V. (Sociedad Anónima de Capital Variable, Aktiengesellschaft) betreibt das nordamerikanische Werk des Volkswagen-Konzerns sowie die Leasinggesellschaft Volkswagen Leasing S.A. de C.V. und Volkswagen Bank S.A. Institucion de Banca Multiple.
Sitz ist Puebla, wo sich auch die Verwaltung befindet sowie das größte Volkswagenwerk des Landes (Fläche: 3.000.000 m²). Ein weiterer Produktionsstandort ist seit 15. Januar 2013 in Silao (bei Guanajuato) mit 577 Mitarbeitern und einer Fläche von 600.000 m². Es war das 100. Werk der Volkswagen-Gruppe. Seit 2004 besteht eine weitere Fabrik der MAN Latin America Indústria e Comércio de Veiculos Ltda. in Querétaro, dort werden zu einem kleinen Teil auch VW-Produkte gefertigt (Volksbus).
Das Unternehmen wurde 1964 gegründet und hat ca. 14.000 Mitarbeiterinnen und Mitarbeiter. Die ersten Automobile liefen 1967 vom Band. Das VW-Werk ist der größte Arbeitgeber der Stadt Puebla. In dem Werk wurde bis 2003 der VW Käfer gebaut. Derzeit werden dort der Jetta VII, der Tiguan mit langem Radstand und der Taos sowie Motoren und weitere Komponenten gefertigt.
Ungefähr 90 % der dort produzierten Fahrzeuge werden exportiert. Ab dem Jahr 2000 war die Produktion aufgrund des schwachen Absatzes in den USA rückläufig. Später stieg die Produktion wieder und 2007 wurden 411.000 Fahrzeuge in Puebla gefertigt. Anfang 2008 lief der einmillionste New Beetle vom Band. Die in Puebla gefertigten Autos werden in mehr als 100 Länder weltweit exportiert.
Nach General Motors und Nissan war Volkswagen de México im Jahr 2007 der drittgrößte Autoproduzent in Mexiko.